# Thomas Schallnau
Thomas Schallnau (* 8. November 1940 in Berlin) ist ein deutscher Kinderbuchautor, -illustrator, -grafiker. Besonders bekannt wurde er für seine beiden Kinderbuchfiguren, den Elefanten Rüssel und die Maus.

## Leben
Schallnau absolvierte nach dem Abitur von 1959 bis 1961 eine Ausbildung als Tiefdruckretuscheur. Von 1961 bis 1966 studierte er an Hochschule für bildende und angewandte Kunst Berlin-Weißensee bei Werner Klemke, Ernst Rudolf Vogenauer und Arno Mohr. Anschließend hatte er dort bis 1967 ein Aspirantur.
1966 gründete er mit Rainer Flieger (1941–2018) und Günter Wongel (* 1941) „Flieger-Schallnau-Wongel“, das zweite staatsunabhängige Grafikatelier in der DDR nach der „Gruppe 4“. Das Atelier gewann Plakatwettbewerbe zu politischen Themen und erhielt mehrfach die Auszeichnung „Bestes Plakat“. Als die Gruppe infolge eines Atelierfestes 1969 von allen Wettbewerben ausgeschlossen wurde, profilierten sich ihre Mitglieder auf anderen Gebieten und arbeiteten unabhängig voneinander.
Schallnau schuf Illustrationen zu 50 Kinder- und Jugendbüchern anderer Autoren (z. B.: Mutter, Vater, Kind (Dr. H. Brückner), Hoch im Baum schlief der Kater (A. Könner), Der Kettenraucher (G. Ruthenberg), Wilhelmine – alle Abenteuer (K. Potthoff), Der Weihnachtsmann im Winterschlaf, Kleines Weihnachts-ABC und Der Kater im Flugzeug (M. Seidemann)) sowie zu 44 Kinderbüchern nach eigenen Ideen, z. B. das Bilderbuch Stop für Willi (Der Kinderbuchverlag 1980) mit Ausgaben bei Carlsen (BRD), in Dänemark, Finnland, Cuba, Tschechoslowakei und England. Er gestaltete zahlreiche Buchcover (hauptsächlich Verlag Volk und Welt) und erhielt zwei Auszeichnungen „Schönster Buchumschlag“. 1987 erschien eine erste Auflage der Reihe Rüssel für Kinder ab 2 Jahre. Unter dem Motto „Vor dem Lesen kommt das Bilderlesen“ erzählen die Bücher der Reihe ausschließlich in Bildern Geschichten, die zum Sprechen animieren. Zum Ende der DDR 1989 umfasste die Reihe 14 Bände in einer Auflage von 2,5 Millionen Büchern. Neben der deutschen gab es auch Ausgaben für Dänemark, das Vereinigte Königreich, Frankreich, Tschechoslowakei, Jugoslawien und Australien. Ergänzend zu diesen Büchern erscheinen in hohen Auflagen Malbücher und Poster.
Nach der deutschen Wiedervereinigung wurde die Reihe fortgesetzt und umfasst heute 32 Titel (Stand 2011). Bilderbücher mit Text wie Rot für Rüssel (Verkehrsbuch, Postreiter-Verlag 1996, LeiV 2009) sowie Ein Jahr mit Rüssel (LeiV 2010) sowie 6 Rüssel-Minibücher in Versen (Postreiter 1994) ergänzten die Reihe. Die Gesamtauflage aller Rüssel-Titel überstieg 3 Millionen Exemplare. Die Zeitschriften Bummi und klein und Groß veröffentlichten Rüssel-Bildgeschichten. 1995, 1996 und 1997 erschien ein Rüssel-Kalender, der 2011 erneut aufgelegt wurde.
Schallnau schuf 55 Filmplakate für den Progress Film-Verleih, davon 6 zu Kinderfilmen. Das Plakat zum Film Der Strohmann (Thema politische Verfolgung unter McCarthy) erhielt einen Sonderpreis des Verbandes der Film- und Fernsehschaffenden der DDR. Er war u. a. von 1967 bis 1988 von der VI. Deutschen Kunstausstellung bis zur X. Kunstausstellung der DDR in Dresden und mehrfach auf der Plakatbiennale Warschau vertreten.
Das Plakat Die Schweizermacher wurde in Lizenz von Ungarn übernommen, das Plakat Beverly Hills Cop verboten. Theaterplakate für die Bühnen der Stadt Magdeburg waren Mutter Courage und ihre Kinder (Brecht) 1984, Levins Mühle (Oper/ U. Zimmermann) 1985. Fisch zu zweit wurde mit 1 Million Auflage zum meistverkauften Poster der DDR.
Weitere Arbeitsgebiete waren:
- Programmgrafiken für Sendungen des DDR-Fernsehens
- das visuelle Erscheinungsbild des 2. DDR-Fernsehens
- Mitarbeit bei der Sendung mit der Maus des Westdeutschen Rundfunks
- Illustrationen und Cartoons für Zeitungen und Zeitschriften
- Broschüren (1995 und 1996) für das Ministerium für Stadtentwicklung, Wohnen und Verkehr des Bundeslandes Brandenburg
- Gestaltung zweier Emailtafeln im Berliner U-Bahnhof Klosterstraße und von Brückenschildern an Brücken der Märkischen Allee in Berlin-Marzahn 1998 (Brückennummern 21-031, 21-032 und 21-033)
- Gestaltung von 120 Postkarten und 12 Adventskalendern (zum Teil archiviert im Museum Europäischer Kulturen in Berlin-Dahlem und im Spielzeugmuseum Nürnberg)
- Filmplakate (zum Teil archiviert in der Sammlung Kunstmuseum Dieselkraftwerk Cottbus, in der Sammlung der Akademie der Künste Berlin sowie in der Sammlung der Cinémathèque française Paris)
- Gastvorlesungen über die Konzeption der Rüssel-Bücher an der 2. Staatlichen Fachschule für Sozialpädagogik Berlin im Jahr 2003, sowie am Institut für Germanistik der Universität Halle-Wittenberg im Jahr 2005
- ab Mitte der neunziger Jahre verstärkte Arbeit an freier Malerei und Grafik

## Ausstellungen (unvollständig)

### Personalausstellungen
- 2005: Berlin, Rathausgalerie Berlin-Pankow (Malerei/Grafik)

- 2007: Halle/Saale, Franckesche Stiftungen zu Halle (Alles über Rüssel. Ausstellung aus Anlass des 20. Jubiläums der Buchreihe)
- 2008: Eberswalde, Kleine Galerie (Illustrationen)
- 2009: Berlin, Flexim-Galerie (Freie Arbeiten)
- 2011. Berlin, Grafik-Studio-Galerie (Malerei und Grafik)

### Beteiligung an Ausstellungen
- 1967 bis 1988: Dresden, VI. Deutsche Kunstausstellung bis X. Kunstausstellung der DDR
- 1976, 1979, 1982 und 1986: Berlin, Bezirkskunstausstellungen (Gebrauchsgrafik)
- 1985: Berlin, Nationalgalerie („Auf gemeinsamen Wegen“. Kunstausstellung zum 40. Jahrestag der Befreiung)
- 2009: Schwerin, Schleswig-Holstein-Haus (Überklebt – Plakate aus der DDR)